# LOVER (AAA歌曲)
《LOVER》是日本音樂團體AAA的第49張單曲，於2015年7月29日由avex trax發售。

## 概要
- 《LOVER》是AAA出道十週年的計劃 - 連續7個月單曲發行的第七作。
- 《LOVER》是伊藤洋華堂×AAA 『夏季飲料系列』的電視廣告歌曲，此曲是AAA繼《我的憂鬱與不開心的她 》後第十九首伊藤洋華堂電視廣告歌曲。
- 主打曲《LOVER》由伊藤千晃作開頭。
- 與前作相同，此單曲並未收錄任何B面曲。
- 此單曲只有「CD ONLY」1個版本。
- 在8月10日於公信榜單曲週排行榜取得第4位。

## 收錄内容

### CD
1. LOVER
（作詞：Miss-art・Mitsuhiro Hidaka / Rap詞：Mitsuhiro Hidaka / 作曲：Miss-art・APAZZI）
2. LOVER (Instrumental)